# (46392) Bertola
Pour les articles homonymes, voir Bertola.
(46392) Bertola est un astéroïde de la ceinture principale.

## Description
(46392) Bertola est un astéroïde de la ceinture principale. Il fut découvert le 5 janvier 2002 à Cima Ekar par le programme Asiago-DLR Asteroid Survey. Il présente une orbite caractérisée par un demi-grand axe de 2,39 UA, une excentricité de 0,22 et une inclinaison de 9,7° par rapport à l'écliptique.

## Compléments